# مارتن د. هاميلتون
مارتن د. هاميلتون (بالإنجليزية: Martin D. Hamilton)‏ هو سياسي أمريكي، ولد في 1855، وتوفي في 19 أغسطس 1922. نشط حزبياً في الحزب الجمهوري.